# Garry Conille
Garry Conille, né le 26 février 1966 à Port-au-Prince (Haïti), est un médecin et homme d'État haïtien. Premier ministre du 18 octobre 2011 au 16 mai 2012, il exerce de nouveau ces fonctions du 3 juin au 11 novembre 2024,.

## Biographie

### Études
Garry Conille obtient une maîtrise en politique et administration de la santé à l'université de Caroline du Nord à Chapel Hill (États-Unis). Il se dirige ensuite vers des études de médecine, obtient un certificat de spécialiste gynécologie, puis un doctorat en médecine à la faculté de médecine de l'université d'État d'Haïti.

### Médecin
En 1994, il est directeur de l'Association nationale pour le développement et instaure un système de soins de santé primaires dans les quartiers défavorisés d'Haïti.
De 2000 à 2004, il crée et anime une émission à la radio nationale, sur la chaîne Radio Vision 2000, sur le thème de la santé sexuelle.

### Carrière humanitaire
En 1999, il intègre l'ONU. D'octobre 1999 à octobre 2002, il est chargé de projet, puis chargé de programme, pour le Fonds des Nations unies pour la population (FNUAP) à Haïti. 
D'octobre 2002 à mai 2004, il est conseiller technique pour l'association Population Services International (PSI), qui lutte contre la pauvreté extrême.
En mai 2004, il retourne au FNUAP en tant que conseiller technique en Éthiopie, chargé d'intervenir sur le contrôle de la population et sur la santé de la reproduction. De janvier à décembre 2006, toujours au sein de l'ONU, il est conseiller technique sur le projet objectifs du millénaire pour le développement (OMD). En janvier 2007, au sein du FNUAP, il coordonne le programme mondial pour la sécurisation des intrants en santé de la reproduction sur la région Afrique. De septembre 2008 à mars 2010, il est chef d'équipe de l'unité des OMD.

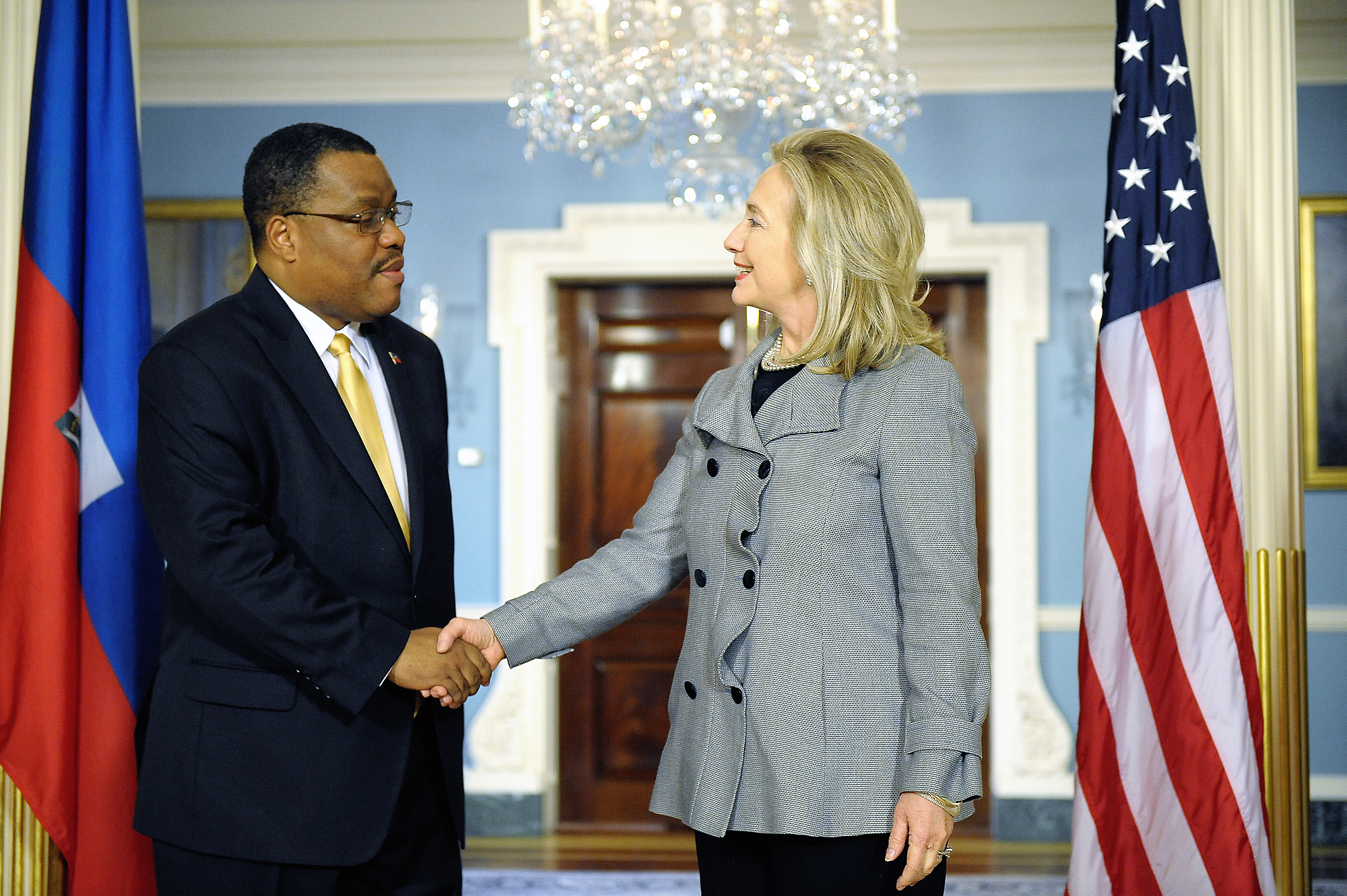
Garry Conille avec la secrétaire d'État américaine Hillary Clinton en 2012.

De mars 2010 à juillet 2011, Garry Conille est chef de cabinet de la commission intérimaire pour la reconstruction d’Haïti (CIRH). Puis au sein du Programme des Nations unies pour le développement, il est coordinateur humanitaire au Niger.

### Premier mandat de Premier ministre
Garry Conille est nommé Premier ministre d'Haïti le 5 septembre 2011 par le président Michel Martelly. Ce choix est approuvé à l'unanimité à la Chambre par les 89 députés haïtiens le 16 septembre 2011 et confirmé le 4 octobre 2011 au Sénat par 17 voix sur 29 (3 contre, 9 abstentions). Il entre en fonction le 18 octobre suivant. 
Il démissionne quatre mois plus tard, le 24 février 2012, mais reste en fonction jusqu'à l'investiture de son successeur, Laurent Lamothe, le 16 mai 2012.

### Directeur de l'UNICEF pour l'Amérique latine et les Caraïbes
De janvier 2023 à mai 2024, il est directeur de l'UNICEF pour l'Amérique latine et les Caraïbes.

### De nouveau Premier ministre
Le 17 mai 2024, dans le cadre d'un appel à candidatures du 13 au 17 mai, le Conseil présidentiel de transition annonce avoir reçu plus de 80 candidatures au poste de Premier ministre. Parmi les candidats, Garry Conille, Fritz Bélizaire, l'ancien ministre de l'Intérieur Paul Antoine Bien-Aimé, les anciens ministres de la Justice Michel Brunache et Lucmane Délile, ainsi que Jean Hector Anacacis, Gérald Germain, Inel Torchon, Alix Didier Fils-Aimé, et Jean-Rodolphe Joazile.
Le 29 mai, il est élu Premier ministre par le Conseil présidentiel de transition, avec six voix favorables, et prend ses fonctions le 3 juin. Le gouvernement est installé le 12 juin. L'équipe est resserrée autour de Garry Conille, qui exerce également la fonction de ministre de l'Intérieur.
Le 10 novembre 2024, Conille est limogé par le Conseil présidentiel, alors que sa proximité avec l’ancien président controversé Michel Martelly lui était reprochée, et remplacé par Alix Didier Fils-Aimé.
Son passage à la tête du gouvernement se caractérise par des conflits avec le Conseil présidentiel de transition, et ses tentatives de s'affranchir de celui-ci. Une médiation de l'Organisation des États américains a échoué entre les deux parties. Par ailleurs, il refuse de remanier le gouvernement, puis tente de démettre Gérald Gilles, Emmanuel Vertilaire et Smith Augustin, trois membres du Conseil accusés de corruption. L'opinion publique critique ainsi son limogeage, et pas celui de ces trois membres. Le juriste et ancien ministre de la Justice Bernard Gousse considère le limogeage comme inconstitutionnel. En effet, le président de la République, dont l'intérim est assuré par le Conseil présidentiel de transition, ne peut pas limoger le Premier ministre. Enfin, l'accord ayant institué le CPT interdit à des membres inculpés par la justice de faire partie du Conseil et donc de participer au vote de la décision ayant conduit au limogeage de Conille.

## Famille et vie privée
Il est marié à Betty Rousseau, belle fille de l'ancien Premier ministre Marc Bazin. La mère de Betty  est Marie Yolene Sam Bazin. Elle a eu des jumelles de son premier mari : Betty et Kathy. Kathy a épousé le fils d'Antonio André, ancien partisan du régime des Duvalier comme le père de Garry Conille, Serge Conille. Garry et Betty ont aussi des jumelles, Soraya et Gaëlle.